# 蘇格蘭蓋爾語人名
苏格兰盖尔语人名遵从名前姓后的顺序。苏格兰盖尔语人名通常来源于本民族，外来名将依照苏格兰盖尔语正字法改写，以适应苏格兰盖尔语音系。姓氏通常遵从子女从父姓的习俗，但会依主人性别而发生形态变化，如麦克多夫纳尔（MacDhòmhnaill；英语化：MacDonald，麦克唐纳）之子的姓氏不变，但女儿的姓氏可变为妮克多夫纳尔（NicDhòmhnaill）；不过，也有一些姓氏没有性别变体，如麦克唐纳的形容词形式Dòmhnallach，女性姓氏在起始辅音发生辅音弱化（如果可能）。

## 名字
苏格兰盖尔语中的名字（Ainm）有五大来源，包括占主要的盖尔语，再加上拉丁语、古诺斯语、盎格鲁-诺曼语、低地苏格兰语四个外来来源。苏格兰盖尔语的男名多于女名，男女名比例约为2:1。
盖尔语名字可分为三类：
- 描述性词汇（名词或形容词），例如菲恩（Fionn，“亮丽的”）、阿特（Art，“熊”）；
- 较难辨识的旧组合词汇，如多夫纳尔（Dòmhnall；英语化：Donald，或来源于原始凯尔特语的Dumnoualos，“世界之王”），穆尔卡思（Murchadh；英语化：Murdo，或来源于Moricatus，“海战”）；
- 组合词，例如敦-什莱韦（Donn-slèibhe；英语化：Dunlevy，“棕色山丘”），吉尔克里斯特（Gille Chrìost；英语化：Gilchrist，“基督之仆”）。

古盖尔人至古爱尔兰语时代末期为止不再创造前两类名字，但第三类名字随着基督教化进程而在随后的时代继续产生。
一些如今仍然常见的古诺斯语名字包括：
- 索尔勒（Somhairle，英语化：Sorley），源于Sumarliðr
- 托尔莫德（Tormod，英语化：Norman），源于Þórmóðr
- 托尔卡尔（Torcall，英语化：Torquil），源于Þórkell/Þórketill（英语化：Thorkel）
- 伊沃尔（Ìomhar），源于Ívarr（英语化：Ivar）

常见的源于盎格鲁-诺曼语的名字有希利斯（Sìleas），源于贾尔斯（Giles）。
常见的源于苏格兰低地的名字有阿奇（Eairrdsidh），源于Archie。
常见的源于拉丁语的名字有：
- 帕德雷格（Pàdraig），源于帕特里修斯（Patricius），和常见英文名帕特里克（Patrick）同源；
- 希拉（Sìle），源于凯西利亚（Caecilia）。

### 被英文借用
在不同的历史时期内，有许多苏格兰盖尔语名字被英语借用。英文中的肯尼思（Kenneth）、邓肯（Duncan）、唐纳德（Donald）、马尔科姆（Malcolm）、卡勒姆（Calum）、拉克伦（Lachlan）、阿拉斯代尔（Alasdair）和伊恩（Iain）等名字都来源于盖尔语，但是并不能确认部分名字是来源于苏格兰还是爱尔兰。有时由于词法学上的误解，同一名字会有多种英语借用形式，如哈米什（Hamish）和瓦里（Mhairi）分别来源于盖尔语舍默斯（Seumas [ʃeːməs̪]）和马里（Màiri [maːɾʲɪ]），但英语并没有借用上述两个词根形式，而是借用了他们的呼格形式Sheumais [heːmɪʃ]和Mhàiri [vaːɾʲɪ]。
一些在盖尔语圈以外并不流行的名字的英语借用形式和原音相差较大，如Gorm(sh)uil之于戈梅利亚（Gormelia）。
一些原本属于英语的名字也会被挪用以音译一些与其有相似之处的盖尔语名字，如尤菲米娅（Euphemia）之于Oighrig，多萝西（Dorothy）之于Dìorbhail，蕾贝卡（Rebecca）或索菲（Sophie）之于Beathag。

## 姓氏
大部分盖尔姓氏都来源于父名习俗且源自本民族，但也存在源于单词、地域、职业或是外来词的特例。来源于地名或是当地的地形地貌的姓氏，有卡登黑德（Caddenhead/Cionnchadach）、卡德尔（Cadell/Cadalach）、克莱格霍恩（Cleghorne/Clagarnach）、达尔泽尔（Dalzell/Dailghileach）、达尔林普尔（Dalrimple/Ruimpealach）、埃尔芬（Elphin/Ailbhinneach）、因弗贝尔维（Inverbervie/Biorbhach）、凯尔蒂（Kelty/Cailtidheach）、利尔蒙思（Learmonth/Learmonadhach）和奥基尔特里（Ochiltree/Ochailtreabhach）等。
来源于单词的姓氏有坎贝尔（Caimbeul，英语化：Campbell，意为“歪嘴”）和卡梅伦（Camshron，英语化：Cameron，意为“歪鼻子”）。外来姓氏如弗雷泽（Frisealach，英语化：Fraser），源于英语或法语的弗雷塞尔（Fresel）。
在历史上，苏格兰氏族姓氏由后代及扶养者使用，但并不是氏族领地内每一个人都使用氏族姓氏，只有外来者当权时才会被强迫使用。

### 组成
苏格兰盖尔人以父名为基础的姓氏系统中，最典型的标志就是前缀“Mac”，如MacDhomhnaill（英语化：MacDonald）或是后缀“-ach”，如Domhnallach，女性使用前缀“Nic”，但Nic常在英语化形式中改为Mac。而由于一些语法层面上的需要，辅音弱化和颚音化等词法变化现象也会作用于姓氏，许多变体姓由此产生，如MacDhomhnaill的变体有MacDhòmhnaill、MhacDhòmhnaill、MhicDhòmhnaill、NicDhòmhnaill。
英语在借用盖尔语姓氏时，常会因拼写错误和以讹传讹而产生许多变体姓。如MacDhonnchaidh（MacDuncan，邓肯之子）在英语中的同源形式就有Donagh(y)、Donnagh、Dono(u)gh、MacConachie、MacConachy、MacConaghy、MacConchy、MacConechie、MacConkey、MacConnachie、MacConnechie、MacConnichie、MacConochie、MacConoughy、MacDona、MacDonachie、MacDonachy、MacDonaghy、MacDonaugh、MacDonnach、MacDonnagh、MacDonnoghie、MacDonogh、MacDonoghue、MacDonough、MacDunphy、MacKonochie、MacOnachie、MacOnechy、MacOnochie、Donohue和Donohoe。
有一点需要注意，苏格兰盖尔语姓氏的Mac和后续元素之间是没有空格的，但是爱尔兰语刚好相反：
| 苏格兰盖尔语  | 爱尔兰语      | 英语             | 汉译     |
| ------------- | ------------- | ---------------- | -------- |
| MacAonghais   | Mac Aonghasa  | MacInnes et al.  | 麦金尼斯 |
| MacDhòmhnaill | Mac Domhnaill | MacDonald et al. | 麦克唐纳 |
| MacEòghainn   | Mac Eoghain   | MacEwen et al.   | 麦克尤恩 |
| MacMhàrtainn  | Mac Máirtín   | MacMartin et al. | 麦克马丁 |

在很多源自盖尔语的语言中，前缀“Mac”也常常会写成“Mc”，通常高地语言常用“Mac”，而低地语言常用后者。

## 昵称
苏格兰盖尔人的昵称和其他语言中的昵称作用和来源大体类似，通常和一个人的身体特征、职业、所在地或是相关事件有关。以下是一些真实举例：
性格特征
- Caitrìona na h-Aonar（独立的卡特里奥纳），一个乐于独自处理一切事情的女子[7]

地理特征
- An t-Arcach（奥克尼人），一个年轻时曾在奥克尼群岛打渔的男子[7]
- Bliadhnach Phabaigh（帕贝岛一岁小孩），一个在帕贝岛成为无人岛时刚好一岁的女子[8]。1846年，帕贝岛的居民被强行驱逐，腾出空间养殖绵羊。

幽默的外号
- Calum Seòladair（水手卡勒姆），一位习惯戴水手帽的女子[9]
- Clag a' Bhaile（城镇大钟），一个嗓门很大的男子[10]

职业
- Ailean Còcaire（厨子艾伦），一位曾在奥尔马克莱特城堡（英语：Ormacleit Castle）当厨师的男子[11]
- Aonghas a' Bhancair（银行家安格斯），一位曾就职于新斯科舍省一家银行的男子[7]
- Donchadh Clachair（石匠邓肯），真名为邓肯·芒罗（Duncan Munro），19世纪至20世纪时一位小有名气的阿盖尔区（英语：Argyll）居民
- Domnhall Rothach（车轮上的唐纳德），真名为唐纳德·麦卡勒姆（Donald MacCallum），一位20世纪20年代在货车里售卖水果的阿盖尔区居民

身体特征
- Bodach a' Chnatain（寒冷的老头）[12]
- Calum na Coise（阿腿／腿子卡勒姆），一名短腿男子[9]
- Dòmhnall na Cluaise（耳朵唐纳德），一名据称在战斗中失去一只耳朵的男子[11]
- Raibeart Bhan（浅色头发罗伯特）

其他
- An Caillteanach（丢失的人），一位走失的男子，全村人为了寻找他花了一整夜[13]
- Ìomhair a' Bhogha Mhaide（木弓艾弗），一名有名的弓手，曾居于帕贝岛[12]
- Bell a' Phuill（住在泥泞地方的贝拉），真名伊莎贝拉·麦卡勒姆（Isabella McCallum，1822-1915），阿盖尔区居民，住所旁边是常有牛群穿过的小溪和浅滩

## 识别名
苏格兰盖尔语姓名的数量并不充足，因此苏格兰盖尔人的正式全名在盖尔语社群中并不常用。少数姓氏十分流行，重名现象相对严重，一个普通的苏格兰村庄中就可能有多个人叫约翰·麦克劳德（John MacLeod）。在日常生活中为了解决重名问题，常在对象的名字后面加缀其父名的属格形式或是一个实义词汇，称为识别名（identifying names）。所以一位名为詹姆斯（Seumas，英语化：James）的男子，其父名为尼尔（Niall，英语化：Neil），按照上述规则就有Seumas Nèill（尼尔的詹姆斯）或Seumas a' Ghlinne（山谷詹姆斯）。如果对象是已婚女子，也可以在其名后追加bean（妻子）+丈夫名字+父名的组合，按照上面的举例即有Bean Sheumais Nèill（尼尔的詹姆斯的妻子）。以下是一个用以阐述这一习俗的虚构家族树：

| | | | | | | | | Catrìona 卡特里奥娜 | Catrìona 卡特里奥娜 | Catrìona 卡特里奥娜 | Catrìona 卡特里奥娜 | Catrìona 卡特里奥娜 | Catrìona 卡特里奥娜 | | | Niall MacLeod 尼尔·麦克劳德 | Niall MacLeod 尼尔·麦克劳德 | Niall MacLeod 尼尔·麦克劳德 | Niall MacLeod 尼尔·麦克劳德 | Niall MacLeod 尼尔·麦克劳德 | Niall MacLeod 尼尔·麦克劳德 |  |  |  |  |
| | | | | | | | | Catrìona 卡特里奥娜 | Catrìona 卡特里奥娜 | Catrìona 卡特里奥娜 | Catrìona 卡特里奥娜 | Catrìona 卡特里奥娜 | Catrìona 卡特里奥娜 | | | Niall MacLeod 尼尔·麦克劳德 | Niall MacLeod 尼尔·麦克劳德 | Niall MacLeod 尼尔·麦克劳德 | Niall MacLeod 尼尔·麦克劳德 | Niall MacLeod 尼尔·麦克劳德 | Niall MacLeod 尼尔·麦克劳德 |  |  |  |  |
| | | | | | | | | | | | | | | | | | | | | | |  |  |  |  |
| | | | | Mary-Kate MacAulay （正写法）Màiri Ceit NicAmhlaigh 玛丽-凯特·麦考利 （识别名）Bean Sheumais Nèill （尼尔的詹姆斯的妻子） （昵称）Bròg miamh（喵喵叫的鞋子）     | Mary-Kate MacAulay （正写法）Màiri Ceit NicAmhlaigh 玛丽-凯特·麦考利 （识别名）Bean Sheumais Nèill （尼尔的詹姆斯的妻子） （昵称）Bròg miamh（喵喵叫的鞋子）     | Mary-Kate MacAulay （正写法）Màiri Ceit NicAmhlaigh 玛丽-凯特·麦考利 （识别名）Bean Sheumais Nèill （尼尔的詹姆斯的妻子） （昵称）Bròg miamh（喵喵叫的鞋子） | Mary-Kate MacAulay （正写法）Màiri Ceit NicAmhlaigh 玛丽-凯特·麦考利 （识别名）Bean Sheumais Nèill （尼尔的詹姆斯的妻子） （昵称）Bròg miamh（喵喵叫的鞋子） | Mary-Kate MacAulay （正写法）Màiri Ceit NicAmhlaigh 玛丽-凯特·麦考利 （识别名）Bean Sheumais Nèill （尼尔的詹姆斯的妻子） （昵称）Bròg miamh（喵喵叫的鞋子）   | Mary-Kate MacAulay （正写法）Màiri Ceit NicAmhlaigh 玛丽-凯特·麦考利 （识别名）Bean Sheumais Nèill （尼尔的詹姆斯的妻子） （昵称）Bròg miamh（喵喵叫的鞋子）   | | | James MacLeod （正写法）Seumas MacLeòid 詹姆斯·麦克劳德 （识别名）Seumas Nèill（尼尔的詹姆斯） （昵称）Seumas a' Ghlinne（山谷詹姆斯）                         | James MacLeod （正写法）Seumas MacLeòid 詹姆斯·麦克劳德 （识别名）Seumas Nèill（尼尔的詹姆斯） （昵称）Seumas a' Ghlinne（山谷詹姆斯）                         | James MacLeod （正写法）Seumas MacLeòid 詹姆斯·麦克劳德 （识别名）Seumas Nèill（尼尔的詹姆斯） （昵称）Seumas a' Ghlinne（山谷詹姆斯） | James MacLeod （正写法）Seumas MacLeòid 詹姆斯·麦克劳德 （识别名）Seumas Nèill（尼尔的詹姆斯） （昵称）Seumas a' Ghlinne（山谷詹姆斯） | James MacLeod （正写法）Seumas MacLeòid 詹姆斯·麦克劳德 （识别名）Seumas Nèill（尼尔的詹姆斯） （昵称）Seumas a' Ghlinne（山谷詹姆斯）            | James MacLeod （正写法）Seumas MacLeòid 詹姆斯·麦克劳德 （识别名）Seumas Nèill（尼尔的詹姆斯） （昵称）Seumas a' Ghlinne（山谷詹姆斯）            | | | | |  |  |  |  |
| | | | | Mary-Kate MacAulay （正写法）Màiri Ceit NicAmhlaigh 玛丽-凯特·麦考利 （识别名）Bean Sheumais Nèill （尼尔的詹姆斯的妻子） （昵称）Bròg miamh（喵喵叫的鞋子）     | Mary-Kate MacAulay （正写法）Màiri Ceit NicAmhlaigh 玛丽-凯特·麦考利 （识别名）Bean Sheumais Nèill （尼尔的詹姆斯的妻子） （昵称）Bròg miamh（喵喵叫的鞋子）     | Mary-Kate MacAulay （正写法）Màiri Ceit NicAmhlaigh 玛丽-凯特·麦考利 （识别名）Bean Sheumais Nèill （尼尔的詹姆斯的妻子） （昵称）Bròg miamh（喵喵叫的鞋子） | Mary-Kate MacAulay （正写法）Màiri Ceit NicAmhlaigh 玛丽-凯特·麦考利 （识别名）Bean Sheumais Nèill （尼尔的詹姆斯的妻子） （昵称）Bròg miamh（喵喵叫的鞋子） | Mary-Kate MacAulay （正写法）Màiri Ceit NicAmhlaigh 玛丽-凯特·麦考利 （识别名）Bean Sheumais Nèill （尼尔的詹姆斯的妻子） （昵称）Bròg miamh（喵喵叫的鞋子）   | Mary-Kate MacAulay （正写法）Màiri Ceit NicAmhlaigh 玛丽-凯特·麦考利 （识别名）Bean Sheumais Nèill （尼尔的詹姆斯的妻子） （昵称）Bròg miamh（喵喵叫的鞋子）   | | | James MacLeod （正写法）Seumas MacLeòid 詹姆斯·麦克劳德 （识别名）Seumas Nèill（尼尔的詹姆斯） （昵称）Seumas a' Ghlinne（山谷詹姆斯）                         | James MacLeod （正写法）Seumas MacLeòid 詹姆斯·麦克劳德 （识别名）Seumas Nèill（尼尔的詹姆斯） （昵称）Seumas a' Ghlinne（山谷詹姆斯）                         | James MacLeod （正写法）Seumas MacLeòid 詹姆斯·麦克劳德 （识别名）Seumas Nèill（尼尔的詹姆斯） （昵称）Seumas a' Ghlinne（山谷詹姆斯） | James MacLeod （正写法）Seumas MacLeòid 詹姆斯·麦克劳德 （识别名）Seumas Nèill（尼尔的詹姆斯） （昵称）Seumas a' Ghlinne（山谷詹姆斯） | James MacLeod （正写法）Seumas MacLeòid 詹姆斯·麦克劳德 （识别名）Seumas Nèill（尼尔的詹姆斯） （昵称）Seumas a' Ghlinne（山谷詹姆斯）            | James MacLeod （正写法）Seumas MacLeòid 詹姆斯·麦克劳德 （识别名）Seumas Nèill（尼尔的詹姆斯） （昵称）Seumas a' Ghlinne（山谷詹姆斯）            | | | | |  |  |  |  |
| | | | | | | | | | | | | | | | | | | | | | |  |  |  |  |
| | | | | | | | | | | | | | | | | | | | | | |  |  |  |  |
| Donald MacLeod （正写法）Dòmhnall MacLeòid 唐纳德·麦克劳德 （识别名）Dòmhnall Sheumais Nèill （尼尔的詹姆斯的唐纳德） （昵称）Dòmhnall a' Bhanca（银行家唐纳德） | Donald MacLeod （正写法）Dòmhnall MacLeòid 唐纳德·麦克劳德 （识别名）Dòmhnall Sheumais Nèill （尼尔的詹姆斯的唐纳德） （昵称）Dòmhnall a' Bhanca（银行家唐纳德） | Donald MacLeod （正写法）Dòmhnall MacLeòid 唐纳德·麦克劳德 （识别名）Dòmhnall Sheumais Nèill （尼尔的詹姆斯的唐纳德） （昵称）Dòmhnall a' Bhanca（银行家唐纳德） | Donald MacLeod （正写法）Dòmhnall MacLeòid 唐纳德·麦克劳德 （识别名）Dòmhnall Sheumais Nèill （尼尔的詹姆斯的唐纳德） （昵称）Dòmhnall a' Bhanca（银行家唐纳德） | Donald MacLeod （正写法）Dòmhnall MacLeòid 唐纳德·麦克劳德 （识别名）Dòmhnall Sheumais Nèill （尼尔的詹姆斯的唐纳德） （昵称）Dòmhnall a' Bhanca（银行家唐纳德） | Donald MacLeod （正写法）Dòmhnall MacLeòid 唐纳德·麦克劳德 （识别名）Dòmhnall Sheumais Nèill （尼尔的詹姆斯的唐纳德） （昵称）Dòmhnall a' Bhanca（银行家唐纳德） | | | Fiona MacLeod （正写法）Fionnghal NicLeòid 菲奥娜·麦克劳德 （识别名）Fionnghal Sheumais Nèill （尼尔的詹姆斯的菲奥娜） （昵称）Fionnghal Ruadh（红头发菲奥娜） | Fiona MacLeod （正写法）Fionnghal NicLeòid 菲奥娜·麦克劳德 （识别名）Fionnghal Sheumais Nèill （尼尔的詹姆斯的菲奥娜） （昵称）Fionnghal Ruadh（红头发菲奥娜） | Fiona MacLeod （正写法）Fionnghal NicLeòid 菲奥娜·麦克劳德 （识别名）Fionnghal Sheumais Nèill （尼尔的詹姆斯的菲奥娜） （昵称）Fionnghal Ruadh（红头发菲奥娜） | Fiona MacLeod （正写法）Fionnghal NicLeòid 菲奥娜·麦克劳德 （识别名）Fionnghal Sheumais Nèill （尼尔的詹姆斯的菲奥娜） （昵称）Fionnghal Ruadh（红头发菲奥娜） | Fiona MacLeod （正写法）Fionnghal NicLeòid 菲奥娜·麦克劳德 （识别名）Fionnghal Sheumais Nèill （尼尔的詹姆斯的菲奥娜） （昵称）Fionnghal Ruadh（红头发菲奥娜） | Fiona MacLeod （正写法）Fionnghal NicLeòid 菲奥娜·麦克劳德 （识别名）Fionnghal Sheumais Nèill （尼尔的詹姆斯的菲奥娜） （昵称）Fionnghal Ruadh（红头发菲奥娜） | | | Colin MacLeod （正写法）Cailean MacLeòid 科林·麦克劳德 （识别名）Cailean Sheumais Nèill （尼尔的詹姆斯的科林） （昵称）Cailean Bodhar（聋子科林） | Colin MacLeod （正写法）Cailean MacLeòid 科林·麦克劳德 （识别名）Cailean Sheumais Nèill （尼尔的詹姆斯的科林） （昵称）Cailean Bodhar（聋子科林） | Colin MacLeod （正写法）Cailean MacLeòid 科林·麦克劳德 （识别名）Cailean Sheumais Nèill （尼尔的詹姆斯的科林） （昵称）Cailean Bodhar（聋子科林） | Colin MacLeod （正写法）Cailean MacLeòid 科林·麦克劳德 （识别名）Cailean Sheumais Nèill （尼尔的詹姆斯的科林） （昵称）Cailean Bodhar（聋子科林） | Colin MacLeod （正写法）Cailean MacLeòid 科林·麦克劳德 （识别名）Cailean Sheumais Nèill （尼尔的詹姆斯的科林） （昵称）Cailean Bodhar（聋子科林） | Colin MacLeod （正写法）Cailean MacLeòid 科林·麦克劳德 （识别名）Cailean Sheumais Nèill （尼尔的詹姆斯的科林） （昵称）Cailean Bodhar（聋子科林） |  |  |  |  |

历史上的识别名中会在父名前加上“Mac”，如Dòmhnall mac Sheumais mac Nèill（尼尔之子詹姆斯之子唐纳德），现今常常省略“Mac”，成了Dòmhnall Sheumais Nèill。
识别名也会用到母名，例如一位苏格兰盖尔族女子和一位外族结婚，其子的识别名就会使用母名，如Dòmhnall Chiorstan（柯尔斯滕的唐纳德）指的就是一位叫作柯尔斯滕的女子生下的名为唐纳德的儿子。